# Jesper Bank
Jesper Bank (Fredericia, 6 april 1957) is een Deens zeiler.
Bank won op de Olympische Spelen drie medailles een bronzen in 1988 en de gouden medaille in 1992 en 2000 alle drie in de driemansboot de Soling. Tijdens de spelen van 2000 was Bank de Deense vlaggendrager tijdens de openingsceremonie.
Bank won tweemaal de wereldtitel in draak.

## Resultaten

### Wereldkampioenschappen
| Jaar | Plaats             | Resultaten |
| ---- | ------------------ | ---------- |
| 1992 | Cádiz              | Soling     |
| 1993 | Vlag van Duitsland | Draak      |
| 1994 | Vlag van Finland   | Soling     |
| 1997 | Vlag van Zweden    | Draak      |

### Olympische Zomerspelen
| Jaar | Plaats     | Resultaten |
| ---- | ---------- | ---------- |
| 1984 | Long Beach | 12e Soling |
| 1988 | Busan      | Soling     |
| 1992 | Barcelona  | Soling     |
| 2000 | Sydney     | Soling     |

1972: William Allen / William Bentsen / Harry Melges ·
1976: Valdemar Bandolowski / Erik Hansen / Poul Richard Høj Jensen ·
1980: Valdemar Bandolowski / Erik Hansen / Poul Richard Høj Jensen ·
1984: Roderick Davis / Robert Haines / Edward Trevelyan ·
1988: Thomas Flach / Bernd Jäkel / Jochen Schümann ·
1992: Jesper Bank / Steen Secher / Jesper Seier ·
1996: Thomas Flach / Bernd Jäkel / Jochen Schümann ·
2000: Jesper Bank / Henrik Blakskjær / Thomas Jacobsen